# Condado de Cherokee (Kansas)
El condado de Cherokee (en inglés: Cherokee County) es un condado en el estado estadounidense de Kansas. En el censo de 2000 el condado tenía una población de 22.605 habitantes. La sede de condado es Columbus. El condado fue fundado el 18 de febrero de 1860 y fue nombrado en honor a los indios cheroqui.

## Geografía
Según la Oficina del Censo, el condado tiene un área total de 1.531 km² (591 sq mi), de la cual 1.521 km² (587 sq mi) es tierra y 10 km² (4 sq mi) (0,65%) es agua.

### Condados adyacentes
- Condado de Crawford (norte)
- Condado de Jasper, Misuri (este)
- Condado de Newton, Misuri (sureste)
- Condado de Ottawa, Oklahoma (sur)
- Condado de Craig, Oklahoma (suroeste)
- Condado de Labette (oeste)

## Autopistas importantes
- Interestatal 44
- U.S. Route 69
- U.S. Route 160
- U.S. Route 166
- Ruta Estatal de Kansas 7
- Ruta Estatal de Kansas 26
- Ruta Estatal de Kansas 66
- Ruta Estatal de Kansas 96

## Demografía
En el  censo de 2000, hubo 22.605 personas, 8.875 hogares y 6.239 familias residiendo en el condado. La densidad poblacional era de 38  personas por milla cuadrada (15/km²). En el 2000 había 10.031 unidades habitacionales en una densidad de 17 por milla cuadrada (7/km²). La demografía del condado era de 92,27% blancos, 0,61% afroamericanos, 3,45% amerindios, 0,23% asiáticos, 0,04% isleños del Pacífico, 0,50% de otras razas y 2,90% de dos o más razas. 1,29% de la población era de origen hispano o latino de cualquier raza. 
La renta promedio para un hogar del condado era de $30.505 y el ingreso promedio para una familia era de $37.284. En 2000 los hombres tenían un ingreso medio de $29.045 versus $19.675 para las mujeres. La renta per cápita para el condado era de $14.710 y el 14,30% de la población estaba bajo el umbral de pobreza nacional.

## Ciudades y pueblos
| - Baxter Springs - Columbus - Crestline | - Galena - Riverton - Roseland | - Scammon - Treece - Turck | - Weir - West Mineral |